# Вописк Юлий Юл
Вописк Юлий Юл (лат. Vopiscus Iulius Iullus; VI—V века до н. э.) — римский политический деятель из патрицианского рода Юлиев.
Некоторые источники Тита Ливия называют Вописка Юлия одним из консулов 473 года до н. э. (другие называют Опитера Вергиния Эсквилина). В этом году был убит народный трибун Гней Генуций, добивавшийся раздела земли и суда над консулами прошлого года. Консулы, используя страх других трибунов, объявили воинский набор, но проводить его начали с такой жестокостью, что весь плебс возмутился. В результате консулы потратили остаток года на препирательства с трибунами и так и не сформировали армию. Впрочем, антиковеды считают все эти подробности вымыслом.
Сыновьями Вописка Юлия предположительно были Луций Юлий Юл, военный трибун с консульской властью 438 года до н. э. и консул 430 года до н. э., и Спурий Юлий Юл, отец Гая Юлия Юла и Луция Юлия Юла (военных трибунов с консульской властью 408 и 401 годов до н. э. соответственно).